# Clarissa Santos
Clarissa Cristina dos Santos -coneguda com a Clarissa o Clarissa Santos- (Rio de Janeiro, 10 de març de 1988) és una jugadora brasilera de bàsquet que ocupa la posició de pivot.
Va ser part de la Selecció femenina de bàsquet de Brasil amb la qual va aconseguir la medalla de bronze en els Jocs Panamericans de 2011 en Guadalajara, Mèxic; a més, va ser campiona del campionat preolímpic realitzat en Colòmbia l'any 2011. Va ser seleccionada de l'equip olímpic que va assistir als Jocs Olímpics de Londres 2012.

## Estadístiques en competències FIBA
| Any           | Competència                         | PPJ  | RPJ | APJ |
| ------------- | ----------------------------------- | ---- | --- | --- |
| 2012          | Jocs Olímpics                       | 12,6 | 9   | 1   |
| 2011          | Campionat femení FIBA Amèriques     | 6,3  | 2,7 | 0,7 |
| 2007          | Campionat femení FIBA Amèriques O19 | 9,1  | 6,4 | 0,1 |
| 2007          | Campionat mundial femení FIBA O21   | 1,5  | 2,5 | 0,2 |
| Mitjana total | Mitjana total                       | 7,4  | 5,2 | 0,5 |
| Font: FIBA.   |                                     |      |     |     |